# Grammy Awards 2004
Die 46. Verleihung des Grammy Awards fand am 8. Februar 2004 statt und gewertet wurden Veröffentlichungen zwischen dem 1. Oktober 2002 und dem 30. September 2003.
Bei dieser Verleihung gab es 105 Grammy-Kategorien in 29 Feldern sowie sechs Ehren-Grammys für das Lebenswerk:

## Hauptkategorien
Single des Jahres (Record of the Year):
- "Clocks" von Coldplay

Album des Jahres (Album of the Year):
- Speakerboxxx/The Love Below von OutKast

Song des Jahres (Song of the Year):
- "Dance With My Father" von Luther Vandross (Autoren: Richard Marx, Luther Vandross)

Bester neuer Künstler (Best New Artist):
- Evanescence

## Arbeit hinter dem Mischpult
Produzent des Jahres, ohne klassische Musik (Producer Of The Year, Non-Classical):
- The Neptunes

Produzent des Jahres, klassische Musik (Producer Of The Year, Classical):
- Steven Epstein

Beste Abmischung eines Albums, ohne klassische Musik (Best Engineered Album, Non-Classical):
- Hail To The Thief von Radiohead (Techniker: Nigel Godrich, Darrell Thorp)

Beste Abmischung eines Albums, klassische Musik (Best Engineered Album, Classical):
- Obrigado Brazil von Yo-Yo Ma (Techniker: Richard King, Todd Whitelock)

Beste Remix-Aufnahme, ohne klassische Musik (Best Remixed Recording, Non-Classical):
- "Crazy in Love (Maurice's Soul Mix)" von Beyoncé featuring Jay-Z (Remixer: Maurice Joshua)

## Pop
Beste weibliche Gesangsdarbietung – Pop (Best Female Pop Vocal Performance):
- "Beautiful" von Christina Aguilera

Beste männliche Gesangsdarbietung – Pop (Best Male Pop Vocal Performance):
- "Cry Me a River" von Justin Timberlake

Beste Darbietung eines Duos oder einer Gruppe mit Gesang – Pop (Best Pop Performance By A Duo Or Group With Vocals):
- "Underneath It All" von No Doubt

Beste Zusammenarbeit mit Gesang – Pop (Best Pop Collaboration With Vocals):
- "Whenever I Say Your Name" von Sting & Mary J. Blige

Beste Instrumentaldarbietung – Pop (Best Pop Instrumental Performance):
- "Marwa Blues" von George Harrison

Bestes Instrumentalalbum – Pop (Best Pop Instrumental Album):
- Mambo Sinuendo von Ry Cooder & Manuel Galbán

Bestes Gesangsalbum – Pop (Best Pop Vocal Album):
- Justified von Justin Timberlake

## Dance
Beste Dance-Aufnahme (Best Dance Recording):
- "Come Into My World" von Kylie Minogue (Produzenten: Rob Davis, Cathy Dennis; Mix zusätzlich: Bruce Elliott-Smith, Phil Larsen)

## Traditioneller Pop
Bestes Gesangsalbum – Traditioneller Pop (Best Traditional Pop Vocal Album):
- A Wonderful World von Tony Bennett & k. d. lang

## Rock
Beste weibliche Gesangsdarbietung – Rock (Best Female Rock Vocal Performance):
- "Trouble" von Pink

Beste männliche Gesangsdarbietung – Rock (Best Male Rock Vocal Performance):
- "Gravedigger" von Dave Matthews

Beste Darbietung eines Duos oder einer Gruppe mit Gesang – Rock (Best Rock Performance By A Duo Or Group With Vocals):
- "Disorder In The House" von Bruce Springsteen & Warren Zevon

Beste Hard-Rock-Darbietung (Best Hard Rock Performance):
- "Bring Me to Life" von Evanescence featuring Paul McCoy

Beste Metal-Darbietung (Best Metal Performance):
- "St. Anger" von Metallica

Beste Darbietung eines Rockinstrumentals (Best Rock Instrumental Performance):
- "Plan B" von Jeff Beck

Bester Rocksong (Best Rock Song):
- "Seven Nation Army" von den White Stripes (Autor: Jack White)

Bestes Rock-Album (Best Rock Album):
- One By One von den Foo Fighters

## Alternative
Bestes Alternative-Album (Best Alternative Music Album):
- Elephant von den White Stripes

## Rhythm & Blues
Beste weibliche Gesangsdarbietung – R&B (Best Female R&B Vocal Performance):
- "Dangerously in Love 2" von Beyoncé

Beste männliche Gesangsdarbietung – R&B (Best Male R&B Vocal Performance):
- "Dance With My Father" von Luther Vandross

Beste Darbietung eines Duos oder einer Gruppe mit Gesang – Pop (Best R&B Performance By A Duo Or Group With Vocals):
- "The Closer I Get To You" von Beyoncé & Luther Vandross

Beste Gesangsdarbietung – Traditioneller R&B (Best Traditional R&B Vocal Performance):
- "Wonderful" von Aretha Franklin

Beste Urban-/Alternative-Darbietung (Best Urban/Alternative Performance):
- "Hey Ya!" von OutKast

Bester R&B-Song (Best R&B Song):
- "Crazy in Love" von Beyoncé featuring Jay-Z (Autoren: Shawn Carter, Rich Harrison, Beyoncé Knowles, Eugene Record)

Bestes R&B-Album (Best R&B Album):
- Dance With My Father von Luther Vandross

Bestes zeitgenössisches R&B-Album (Best Contemporary R&B Album):
- Dangerously in Love von Beyoncé

## Rap
Beste weibliche Solodarbietung – Rap (Best Female Rap Solo Performance):
- "Work It" von Missy Elliott

Beste männliche Solodarbietung – Rap (Best Male Rap Solo Performance):
- "Lose Yourself" von Eminem

Beste Darbietung eines Duos oder einer Gruppe – Rap (Best Rap Performance By A Duo Or Group):
- "Shake Ya Tailfeather" von P. Diddy, Murphy Lee & Nelly

Beste Zusammenarbeit – Rap/Gesang (Best Rap/Sung Collaboration):
- "Crazy in Love" von Beyoncé featuring Jay-Z

Bester Rap-Song (Best Rap Song):
- "Lose Yourself" von Eminem (Autoren: Jeff Bass, Marshall Mathers, Luis Resto)

Bestes Rap-Album (Best Rap Album):
- Speakerboxxx/The Love Below von OutKast

## Country
Beste weibliche Gesangsdarbietung – Country (Best Female Country Vocal Performance):
- Keep On The Sunny Side von June Carter Cash

Beste männliche Gesangsdarbietung – Country (Best Male Country Vocal Performance):
- Next Big Thing von Vince Gill

Beste Countrydarbietung eines Duos oder einer Gruppe (Best Country Performance By A Duo Or Group With Vocal):
- A Simple Life von Ricky Skaggs & Kentucky Thunder

Beste Zusammenarbeit mit Gesang – Country (Best Country Collaboration With Vocals):
- How's The World Treating You von James Taylor & Alison Krauss

Bestes Darbietung eines Countryinstrumentals (Best Country Instrumental Performance):
- Cluck Old Hen von Alison Krauss And Union Station

Bester Countrysong (Best Country Song):
- It's Five O'Clock Somewhere von Alan Jackson & Jimmy Buffett (Autoren: Jim 'Moose' Brown, Don Rollins)

Bestes Countryalbum (Best Country Album):
- Livin', Lovin', Losin' – Songs Of The Louvin Brothers von verschiedenen Interpreten

Bestes Bluegrass-Album (Best Bluegrass Album):
- Live von Alison Krauss And Union Station

## New Age
Bestes New-Age-Album (Best New Age Album):
- One Quiet Night von Pat Metheny

## Jazz
Bestes zeitgenössisches Jazzalbum (Best Contemporary Jazz Album):
- 34th N Lex von Randy Brecker

Bestes Jazz-Gesangsalbum (Best Jazz Vocal Album):
- A Little Moonlight von Dianne Reeves

Bestes Jazz-Instrumentalsolo (Best Jazz Instrumental Solo):
- "Matrix" von Chick Corea

Bestes Jazz-Instrumentalalbum, Einzelkünstler oder Gruppe (Best Jazz Instrumental Album, Individual or Group):
- Alegría von Wayne Shorter

Bestes Album eines Jazz-Großensembles (Best Large Jazz Ensemble Album):
- Wide Angles des Michael Brecker Quindectets

Bestes Latin-Jazz-Album (Best Latin Jazz Album):
- Live At The Blue Note von Michel Camilo, Charles Flores & Horacio „El Negro“ Hernandez

## Gospel
Bestes Rock-Gospel-Album (Best Rock Gospel Album):
- Worldwide von Audio Adrenaline

Bestes zeitgenössisches / Pop-Gospelalbum (Best Pop / Contemporary Gospel Album):
- Worship Again von Michael W. Smith

Bestes Southern-, Country- oder Bluegrass-Gospelalbum (Best Southern, Country, or Bluegrass Gospel Album):
- Rise And Shine von Randy Travis

Bestes traditionelles Soul-Gospelalbum (Best Traditional Soul Gospel Album):
- Go Tell It On The Mountain von den The Blind Boys of Alabama

Bestes zeitgenössisches Soul-Gospelalbum (Best Contemporary Soul Gospel Album):
- ... Again von Donnie McClurkin

Bestes Gospelchor-Album (Best Gospel Choir Or Chorus Album):
- A Wing And A Prayer des Potter's House Mass Choir unter Leitung von Bischof T. D. Jakes

## Latin
Bestes Latin-Pop-Album (Best Latin Pop Album):
- No es lo mismo von Alejandro Sanz

Bestes Latin-Rock-/Alternative-Album (Best Latin Rock / Alternative Album):
- Cuatro caminos von Café Tacuba

Bestes traditionelles Tropical-Latinalbum (Best Traditional Tropical Latin Album):
- Buenos hermanos von Ibrahim Ferrer

Bestes Salsa- / Merengue-Album (Best Salsa / Merengue Album):
- Regalo del alma von Celia Cruz

Bestes mexikanisches / mexikanisch-amerikanisches Album (Best Mexican / Mexican-American Album):
- Afortunado von Joan Sebastian

Bestes Tejano-Album (Best Tejano Album):
- Si me faltas tu von Jimmy Gonzalez y el Grupo Mazz

## Blues
Bestes traditionelles Blues-Album (Best Traditional Blues Album):
- Blues Singer von Buddy Guy

Bestes zeitgenössisches Blues-Album (Best Contemporary Blues Album):
- Let's Roll von Etta James

## Folk
Bestes traditionelles Folkalbum (Best Traditional Folk Album):
- Wildwood Flower von June Carter Cash

Bestes zeitgenössisches Folkalbum (Best Contemporary Folk Album):
- The Wind von Warren Zevon

Bestes Album mit indianischer Musik (Best Native American Music Album):
- Flying Free von Black Eagle

## Reggae
Bestes Reggae-Album (Best Reggae Album):
- Dutty Rock von Sean Paul

## Weltmusik
Bestes traditionelles Weltmusikalbum (Best Traditional World Music Album):
- Geistliche Tibetische Gesänge der Mönche des Sherab-Ling-Klosters

Bestes zeitgenössisches Weltmusikalbum (Best Contemporary World Music Album):
- Voz d’Amor von Cesária Évora

## Polka
Bestes Polkaalbum (Best Polka Album):
- Let's Polka 'Round von Jimmy Sturr

## Für Kinder
Bestes Musikalbum für Kinder (Best Musical Album For Children):
- Bon appétit! von Cathy Fink & Marcy Marxer

Bestes gesprochenes Album für Kinder (Best Spoken Word Album For Children):
- Prokofiew: Peter And The Wolf – Wolf Tracks vom Russischen Nationalorchester unter Leitung von Kent Nagano mit Bill Clinton, Michail Gorbatschow & Sophia Loren

## Sprache
Bestes gesprochenes Album (Best Spoken Word Album):
- Lies And The Liying Liars Who Tell Them: A Fair And Balanced Look At The Right – Al Franken

## Comedy
Bestes Comedyalbum (Bestes Comedy Album):
- Poodle Hat von Weird Al Yankovic

## Musical Show
Bestes Musical-Show-Album (Best Musical Show Album):
- Gypsy der New-Broadway-Darsteller mit Bernadette Peters, Tammy Blanchard, John Dossett & Anderen

## Film / Fernsehen / visuelle Medien
Bestes zusammengestelltes Soundtrackalbum für Film, Fernsehen oder visuelle Medien (Best Compilation Soundtrack Album For Motion Picture, Television Or Other Visual Media):
- Chicago von verschiedenen Interpreten (Produzenten: Randy Spendlove, Ric Wake)

Bestes komponiertes Soundtrackalbum für Film, Fernsehen oder visuelle Medien (Best Score Soundtrack Album For Motion Picture, Television Or Other Visual Media):
- Der Herr der Ringe: Die zwei Türme (Komponist: Howard Shore)

Bester Song geschrieben für Film, Fernsehen oder visuelle Medien (Best Song Written For Motion Picture, Television Or Other Visual Media):
- A Mighty Wind von den Folksmen, Mitch & Mickey & den New Main Street Singers (Autoren: Christopher Guest, Eugene Levy, Michael McKean)

## Komposition / Arrangement
Beste Instrumentalkomposition (Best Instrumental Composition):
- "Sacajawea" (Komponist: Wayne Shorter)

Bestes Instrumentalarrangement (Best Instrumental Arrangement):
- "Timbuktu" vom Michael Brecker Quindectet (Arrangeur: Michael Brecker, Gil Goldstein)

Bestes Instrumentalarrangement mit Gesangsbegleitung (Best Instrumental Arrangement Accompanying Vocalist(s)):
- "Woodstock" von Joni Mitchell (Arrangeur: Vince Mendoza)

## Packages und Album-Begleittexte
Bestes Aufnahme-Paket (Best Recording Package):
- Evolve von Ani DiFranco

Beste Box oder limitierte Spezialausgabe (Best Boxed Or Special Limited Edition Package):
- The Complete Jack Johnson Sessions von Miles Davis

Bester Album-Begleittext (Best Album Notes):
- Martin Scorsese Presents The Blues: A Musical Journey von verschiedenen Interpreten (Verfasser: Tom Piazza)

## Historische Aufnahmen
Bestes historisches Album (Best Historical Album):
- Martin Scorsese Presents The Blues: A Musical Journey von verschiedenen Interpreten (Produzenten: Steve Berkowitz, Alex Gibney, Andy McKaie, Jerry Rappaport; Technik: Gavin Lurssen, Joseph M. Palmaccio)

## Klassische Musik
Bestes Klassik-Album (Best Classical Album):
- Gustav Mahler: Symphonie Nr. 3, Kindertotenlieder von Michelle DeYoung und dem San Francisco Symphony Orchestra unter Leitung von Michael Tilson Thomas

Beste Orchesterdarbietung (Best Orchestral Performance):
- Mahler: Symphonie Nr. 3 der Wiener Philharmoniker unter Leitung von Pierre Boulez

Beste Opernaufnahme (Best Opera Recording):
- Janáček: Jenufa vom Orchester und Chor des Royal Opera House unter Leitung von Bernard Haitink und verschiedenen Interpreten

Beste Chordarbietung (Best Choral Performance):
- Sibelius: Cantatas vom Ellerhein Mädchenchor, dem Nationalen Estnischen Männerchor und dem Staatlichen Estnischen Symphonieorchester unter Leitung von Paavo Järvi

Beste Soloinstrument-Darbietung mit Orchester (Best Instrumental Soloist(s) Performance with Orchestra):
- Britten: Violinkonzert / Walton: Viola Concerto von Maxim Wengerow und dem London Symphony Orchestra unter Leitung von Mstislaw Rostropowitsch

Beste Soloinstrument-Darbietung ohne Orchester (Best Instrumental Soloist(s) Performance without Orchestra):
- Haydn: Klavierkonzert Nr. 29, 31, 34, 35 und 49 von Emanuel Ax

Beste Kammermusik-Darbietung (Best Chamber Music Performance):
- Berg: Lyric Suite vom Kronos Quartet & Dawn Upshaw

Beste Darbietung eines Kleinensembles (Best Small Ensemble Performance):
- Chávez: Suite For Double Quartet von der Southwest Chamber Music unter Leitung von Jeff von der Schmidt

Beste klassische Gesangsdarbietung (Best Classical Vocal Performance):
- Schubert: Lieder mit Orchester von Thomas Quasthoff & Anne Sofie von Otter

Beste zeitgenössische klassische Komposition (Best Classical Contemporary Composition):
- Casa Guidi von Dominick Argento

Bestes klassisches Crossover-Album (Best Classical Crossover Album):
- Obrigado Brazil von Yo-Yo Ma unter Leitung von Jorge Calandrelli

## Musikvideo
Bestes Musik-Kurzvideo (Best Short Form Music Video):
- "Hurt" von Johnny Cash

Bestes Musik-Langvideo (Best Long Form Music Video):
- Legend von Sam Cooke

## Special Merit Awards

### Grammy Lifetime Achievement Award
- Van Cliburn
- The Funk Brothers
- Ella Jenkins
- Sonny Rollins
- Artie Shaw
- Doc Watson

Trustees Award
- Gerry Goffin
- Carole King
- Orrin Keepnews
- Marian McPartlund